# International Women's Open 2002
L'International Women's Open 2002 è stato un torneo di tennis giocato sull'erba. 
È stata la 28ª edizione del torneo di Eastbourne, che fa parte della categoria Tier II nell'ambito del WTA Tour 2002. 
Si è giocato a Eastbourne in Inghilterra, dal 17 al 23 giugno 2002.

## Campionesse

### Singolare
Chanda Rubin ha battuto in finale  Anastasija Myskina con il punteggio di 6–1, 6–3.

### Doppio
Lisa Raymond /  Rennae Stubbs hanno battuto in finale  Cara Black /  Elena Lichovceva con il punteggio di 6(5)–7, 7–6(6), 6–2.